# گلگونی
گلگونی، روستایی از توابع بخش دشمن‌زیاری شهرستان ممسنی در استان فارس ایران است.

## جمعیت
این روستا در دهستان مشایخ قرار دارد و براساس سرشماری مرکز آمار ایران در سال ۱۳۸۵، جمعیت آن ۱۵۱ نفر (۳۶خانوار) بوده‌است.